# Urbanización San Jacinto
La urbanización San Jacinto es un conjunto urbano ubicado frente al Parque de Ferias en el sector noreste de la ciudad de Maracay en el municipio Girardot del estado Aragua.
La urbanización San Jacinto fue desarrollada por varias empresas de capital privado , lideradas por Proyecfín y Travurop Occidental, entre otras; todas pertenecientes al mismo grupo propiedad de Luis Rojas Santamarina y Darío Triana Lorenzo.
La urbanización comenzó a desarrollarse con una serie de veinte bloques de nueve pisos. En el primer edificio construido se sembró un pino tipo Caribe traído de Uverito, Edo. Bolívar, como obsequio de la presidencia de la Corporación Venezolana de Guayana. Posteriormente se fueron construyendo casas de tipo quinta.
La década de 1980 fue una época de fuerte crecimiento para Maracay, lo que hizo que fuera expandiendo sus fronteras más allá del casco central de la ciudad, entre ellos los terrenos que una vez fueron propiedad del general Juan Vicente Gómez, construyendo zonas residenciales de amplias avenidas y edificios. Entre las edificaciones que componen la urbanización San Jacinto, están la Catedral de Nuestra Señora de la Asunción de Maracay,  con un diseño contemporáneo, una cancha de baloncesto, un centro comercial y amplias áreas verdes para jugar al fútbol, hacer ejercicios y caminar.